# Hamburg Freezers
Die Hamburg Freezers (freezer engl. = der Froster, der Gefrierschrank; offizielle Abkürzung: HHF) waren eine deutsche Eishockeymannschaft aus Hamburg, die von 2002 bis 2016 in der Deutschen Eishockey Liga spielte. Nachdem der Eigentümer der Betriebsgesellschaft, die Anschutz Entertainment Group, 2011 nicht an Red Bull verkaufen wollte und sich entschied, mit zwei Standorten weiterzumachen, beantragte er keine Lizenz für die Saison 2016/17.
Die Profimannschaft wurde von der HEC Hamburg Eishockeyclub GmbH betrieben, die 1999 gegründet wurde und bis 2003 als MEC Münchener Eishockey Club GmbH firmierte. Sie war eine hundertprozentige Tochtergesellschaft der Anschutz Entertainment Group und betrieb von 1999 bis 2002 die München Barons. Zur Nachwuchsförderung wurde 2005 der Hamburg Freezers e. V. gegründet.
Die größten Erfolge des Clubs, der seine Heimspiele in der 12.947 Zuschauer fassenden Barclaycard Arena (zuvor Color Line Arena und O2 World Hamburg) austrug, waren das Erreichen des Play-off-Halbfinales in den Jahren 2004 und 2014. Die Vereinsfarben der Hamburg Freezers waren kristallblau und weiß.

## Geschichte

### Der Umzug von München nach Hamburg

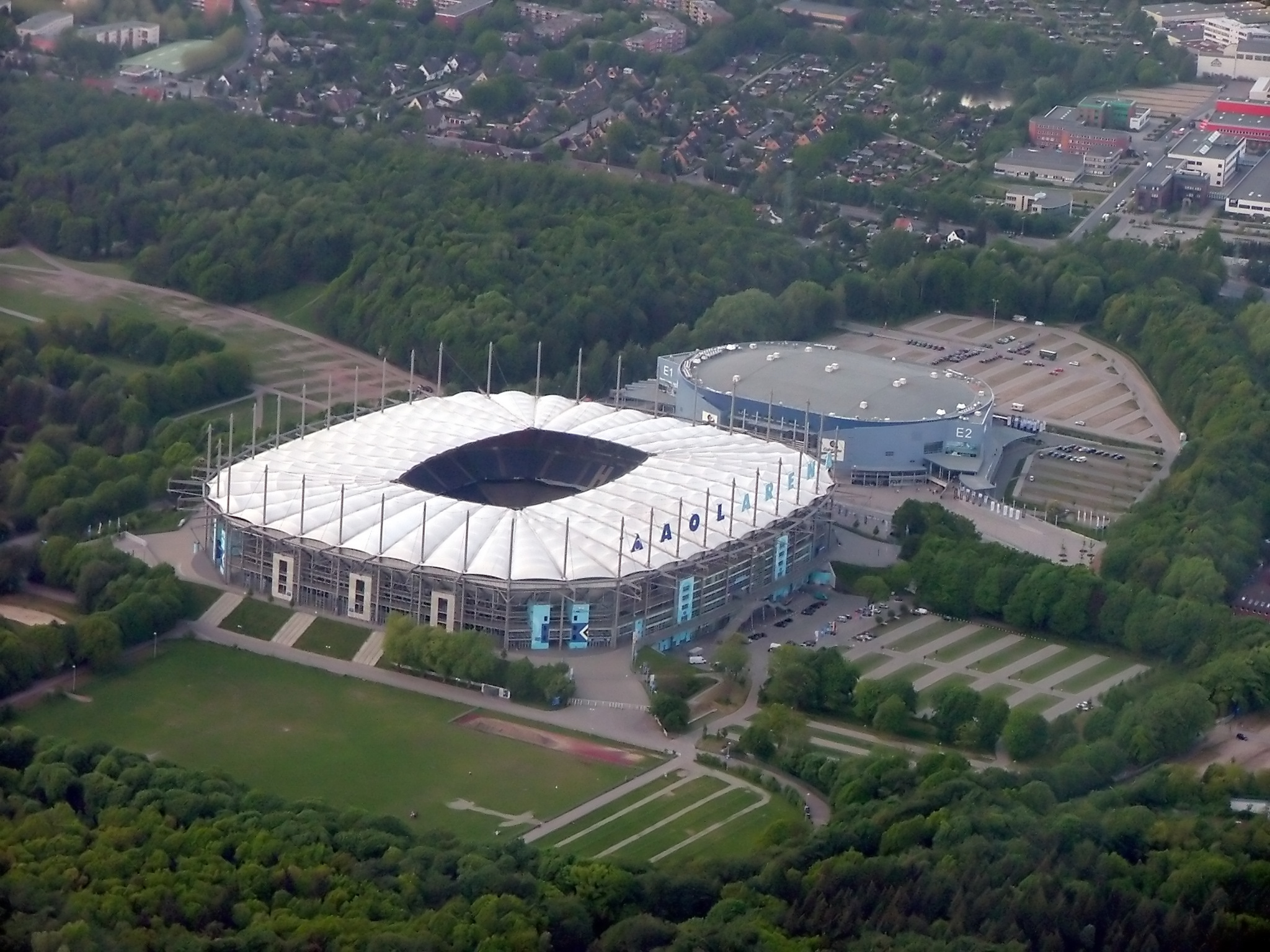
Die Barclaycard Arena Hamburg aus der Luft

Die Hamburg Freezers wurden 2002 von ihrem Besitzer aus München, wo sie seit 1999 die Mannschaft des EV Landshut übernommen und als München Barons gespielt hatten, nach Hamburg transferiert. Hierdurch wurde erstmals ein Profieishockeyteam in der Hansestadt gegründet, das in der obersten deutschen Spielklasse spielte, auch wenn es bereits in den 1930er- und 1950er-Jahren mit dem Altonaer SV und dem Harvestehuder THC Hamburger Vereine in der obersten Spielklasse gab. Vorausgegangen waren die stagnierenden Zuschauerzahlen der München Barons sowie die dortigen finanziellen Probleme. Des Weiteren wurden durch den Bau der Color Linie Arena in Hamburg, die Voraussetzungen für eine dauerhafte Teilnahme an der DEL geschaffen. Die Anteile der Spielbetriebs-GmbH waren zunächst zu 70 Prozent im Besitz der Anschutz Entertainment Group, unter Führung des US-amerikanischen Milliardärs Philip F. Anschutz, und zu 30 Prozent im Besitz des Finnen Harry Harkimo. Im Sommer 2005 übernahm die Anschutz Entertainment Group die 30 Prozent von Harry Harkimo. In ihrer ersten Saison in Hamburg rechneten die Verantwortlichen mit einem Zuschauerschnitt von 5.000 Besuchern pro Spiel.

### 2002 bis 2005: Die ersten Jahre in der DEL und das Erreichen des Halbfinals
| Saison  | Liga | Hauptrunde | Play-offs     |
| ------- | ---- | ---------- | ------------- |
| 2002/03 | DEL  | 8. Platz   | Viertelfinale |
| 2003/04 | DEL  | 3. Platz   | Halbfinale    |
| 2004/05 | DEL  | 8. Platz   | Viertelfinale |

In ihrer ersten Spielzeit nach dem Umzug aus München, der Saison 2002/03, die zunächst mit zwölf Auswärtsspielen am Stück begann, da die Color Line Arena nicht rechtzeitig zu Saisonbeginn fertiggestellt werden konnte, erreichten die Hamburg Freezers am Ende der Hauptrunde Platz acht, was gleichzeitig die Playoff-Teilnahme bedeutete. Dort unterlag man im Viertelfinale gegen die Eisbären Berlin mit 1:4 Spielen. Trotz frühen Ausscheidens konnte man die Saison als Erfolg verbuchen: Der Zuschauerschnitt übertraf weit alle Erwartungen und eine noch nie dagewesene Eishockey-Euphorie machte sich in der Hansestadt breit. Im Schnitt besuchten 10.713 Zuschauer die 26 Heimspiele der Freezers.
Zu Beginn der zweiten Spielzeit wurde mit dem Kanadier Dave King ein NHL-erfahrener Trainer verpflichtet. Auch der Kader wurde mit zahlreichen Profis aus den nordamerikanischen Profiligen AHL/NHL verstärkt. Anschließend erreichte die Mannschaft nach der Hauptrunde ihre bislang beste Platzierung, den dritten Tabellenrang. In den anschließenden Playoffs besiegte der Klub im Viertelfinale zunächst den damaligen Meisterschaftsfavoriten Adler Mannheim in einer Best of Seven-Serie mit 4:2-Siegen. Das Halbfinale verloren die Freezers gegen den späteren deutschen Meister, die Frankfurt Lions. Die Zuschauerzahlen konnten, auch auf Grund der kurzfristigen Erfolge, die das Team erzielen konnte, weiter gesteigert werden. So besuchten im Spieljahr 2003/04 durchschnittlich 12.055 Fans die Spiele der Hamburger. Damit war die Color Line Arena bei nahezu jedem Heimspiel voll ausgelastet. Am 2. Februar 2004 wurde der Klub mit dem Marketingpreis des Sport in der Kategorie Sportveranstaltung ausgezeichnet.
Die Saison 2004/05 war von dem Spielerstreik in der NHL geprägt. Zahlreiche Spieler aus der National Hockey League wechselten zu Saisonbeginn in die DEL, um die Zeit des Lockouts zu überbrücken. Während zum Beispiel die Eisbären Berlin mit Olaf Kölzig, Erik Cole und Nathan Dempsey gleich drei Profis aus Nordamerika verpflichteten, verzichteten die Freezers darauf, Spieler aus der NHL unter Vertrag zu nehmen. Vier Spieltage vor dem Ende der Vorrunde wurde der Coach Dave King, aus Angst die Play-offs nicht zu erreichen, von den Hamburger Verantwortlichen beurlaubt. Als Siebtplatzierter hatte der Klub die Distanz auf den Neunten auf sechs Punkte verringert. Interimstrainer wurde der bisherige Co-Trainer Mike Schmidt. Die Freezers beendeten die Vorrunde als Tabellenachter, erreichten die Play-offs und schieden daraufhin im Viertelfinale erneut gegen die Frankfurt Lions nach sechs Partien mit 2:4 aus. Am 25. Oktober 2005 unterlagen die Freezers in ihrer ehemaligen Heimat mit 1:4 gegen den EHC München. Der Zweitligist warf den DEL-Verein damit aus dem DEB-Pokal.

### 2005 bis 2008: Erfolglose Zeit und Absturz der Zuschauerzahlen
| Saison  | Liga | Hauptrunde | Play-offs     |
| ------- | ---- | ---------- | ------------- |
| 2005/06 | DEL  | 6. Platz   | Viertelfinale |
| 2006/07 | DEL  | 7. Platz   | Viertelfinale |
| 2007/08 | DEL  | 7. Platz   | Viertelfinale |

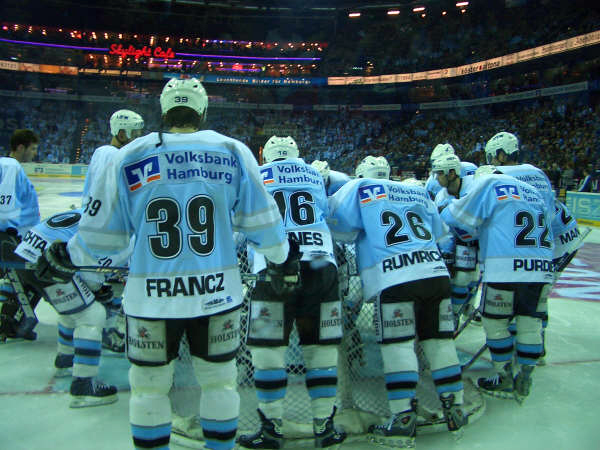
Die Spieler der Freezers

Zur Saison 2005/06 wurden mit Benoît Gratton, François Fortier und Marc Beaucage drei Spieler verpflichtet, die zusammen die Paradereihe der Freezers bildeten, die sogenannte „French-Connection“. Mit 132 erzielten Scorerpunkten hatte diese Reihe einen wesentlichen Anteil am erneuten Erreichen der Play-offs. In dieser Saison benötigten die Freezers durch eine Verletzungsmisere insgesamt sieben Torhüter. Nachdem sich im November innerhalb einer Woche die drei etatmäßigen Torhüter Boris Rousson, Steffen Karg und Tobias Güttner verletzten, halfen die Eisbären Berlin aus und liehen Youri Ziffzer für zwei Spiele an Hamburg aus, als Backup war Roland Schröder für einen Monat verpflichtet worden. Mit Roman Čechmánek konnten die Verantwortlichen schließlich einen neuen ersten Torwart unter Vertrag nehmen. Auch dieser verletzte sich kurze Zeit später und wurde durch Tobias Güttner vertreten. Da Güttner später ebenfalls für längere Zeit ausfiel und Hamburg mit Roland Schröder erneut nur einen Goalie hatte, half wieder Berlin aus, diesmal kam Sebastian Stefaniszin für vier Spiele. Die Freezers beendeten die reguläre Saison als Tabellensechster und trafen im Playoff-Viertelfinale auf den drittplatzierten, die DEG Metro Stars. Wie im Vorjahr schied der Klub in der ersten Playoff-Runde aus (2:4).
In die Saison 2006/07 starteten die Freezers mit Mike Schmidt als Trainer, für den es die zweite Saison war, in die er bei den Freezers als Headcoach startet, sowie mit Bob Leslie als Co-Trainer, der Doug Bradley ablöste und André Lebrun als Torwarttrainer. Auf Grund der schlechten Teamleistung und der Platzierung der Hamburg Freezers auf dem elften Tabellenplatz am 24. Spieltag, wurde das Vertragsverhältnis von Mike Schmidt am 25. November 2006, nach der Niederlage einen Tag zuvor bei den Iserlohn Roosters, aufgelöst. Als neuer Chef-Trainer wurde Bill Stewart präsentiert.
Trotz anfänglichem Erfolg unter Stewart (bestes DEL-Team 2007) verspielten die Freezers am letzten Spieltag bei den Nürnberg Ice Tigers die direkte Qualifikation zu den Play-offs und mussten sich anschließend über die Pre-Play-offs für die Endrunde qualifizieren. Das Team erreichte nach Siegen gegen die Krefeld Pinguine das Play-off-Halbfinale, welches allerdings gegen die DEG Metro Stars verloren ging. Überschattet wurde die Serie gegen die DEG durch einen rassistischen Vorfall: Marc Beaucage soll den farbigen Spieler der DEG, Jean-Luc Grand-Pierre, angeblich rassistisch beschimpft haben. Der Vorfall wurde jedoch kurze Zeit später ad acta gelegt, nachdem sich beide Spieler zur Aussprache getroffen haben.

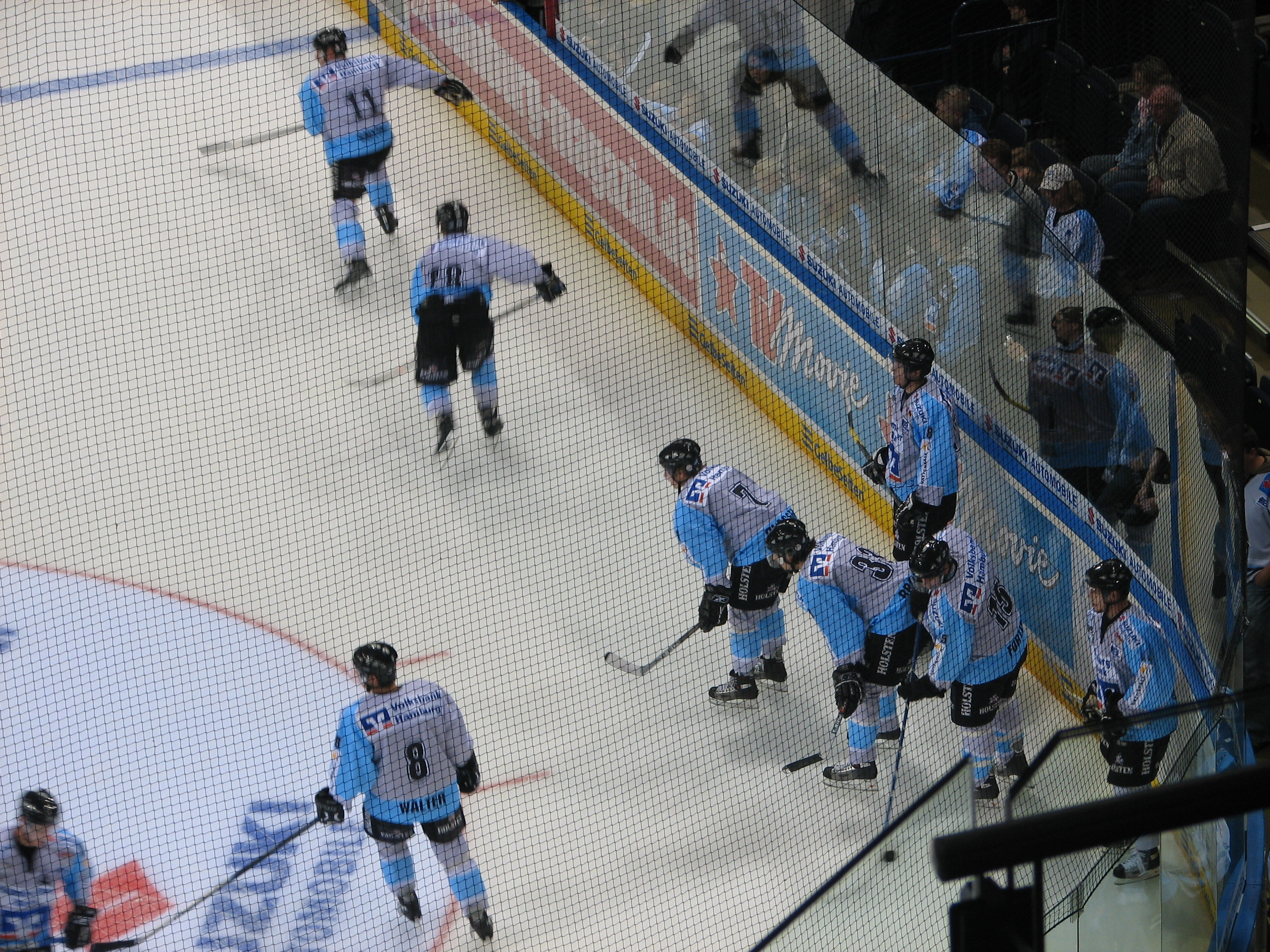
Die Spieler beim Aufwärmen

Trotz hochkarätiger Verstärkung verlief die Spielzeit 2007/08 alles andere als gewünscht und Kritik seitens der Fans und der Medien kam auf. Infolgedessen wurden strukturelle Neuerungen im Januar 2008 bekannt gegeben: Boris Capla, seines Zeichens Geschäftsführer der Hamburg Freezers, sollte sich ausschließlich um die administrativen Belange des Klubs kümmern und sich aus dem sportlichen Bereich zurückziehen. Bob Leslie, bis dato Co-Trainer, wurde zum Sportmanager befördert. Dazu wurde der Vertrag von Head-Coach Bill Stewart um ein weiteres Jahr verlängert. Sportlich konnten die Hamburger erneut nicht überzeugen. Durch eine Siegesserie von acht Siegen in Folge am Ende der Saison, konnten die Freezers die Hauptrunde auf dem siebten Rang und beenden und somit die Qualifikationsrunde zu den Playoffs erreichen. Durch zwei Siege gegen den ERC Ingolstadt in den Pre-Play-offs, qualifizierten sich die Freezers für die Endrunde. Dort unterlag das Team den Eisbären Berlin. Die Zuschauerzahlen waren inzwischen nicht mehr zufriedenstellend und weit hinter den Erwartungen zurückgeblieben. So waren zu den Heimspielen der Hamburger im Schnitt nur noch 8.834 Zuschauer gekommen. Dies war ein Minus von 1.459 im Vergleich zur Vorsaison.

### 2008 bis 2010: Investition in die Zukunft und sportliche Misere
Größtes Projekt des Vereins war die Initiierung einer Dritten Arena in Hamburg. Direkt neben der Hauptspielstätte, der Color Line Arena entstand ein Kompetenzzentrum für den Eishockeysport und diverse Ballsportarten. Die Volksbank Arena bietet der Bevölkerung seit dem 1. November 2008 nach 18 Monaten Bauzeit Möglichkeiten für den Eislauf, die Freezers, ihre Jugendmannschaften und weitere hamburgische Vereine trainieren dort. Möglich machte dies die Alexander Otto Sportstiftung, deren Kuratorium neben Präsident Andreas Mattner noch weitere Vorstandsmitglieder der Freezers angehören.
| Saison  | Liga | Hauptrunde | Play-offs     |
| ------- | ---- | ---------- | ------------- |
| 2008/09 | DEL  | 8. Platz   | Viertelfinale |
| 2009/10 | DEL  | 14. Platz  | –             |
| 2010/11 | DEL  | 11. Platz  | –             |
| 2011/12 | DEL  | 4. Platz   | Viertelfinale |
| 2012/13 | DEL  | 5. Platz   | Viertelfinale |
| 2013/14 | DEL  | 1. Platz   | Halbfinale    |
| 2014/15 | DEL  | 4. Platz   | Viertelfinale |
| 2015/16 | DEL  | 11. Platz  | –             |

Wie schon die vorherige Saison verlief auch die Spielzeit 2008/09 nicht erfolgreich. Am 13. Dezember 2008 trennte sich das Management der Freezers schließlich nach einer 0:4-Heimniederlage gegen Straubing von Chefcoach Bill Stewart. Als Nachfolger verpflichtete die Klubführung Paul Gardner, mit dem die Mannschaft den achten Platz zum Ende der Hauptrunde erreichte und sich damit, wie in den beiden Jahren zuvor, für die Pre-Play-offs qualifizierte. Dort gewann die Mannschaft die Best-of-Three-Serie gegen die Frankfurt Lions und war somit für die Play-offs qualifiziert. Im Viertelfinale trafen die Hamburg Freezers auf die Eisbären Berlin, denen man glatt in vier Spielen unterlag. Nachdem in der Vorsaison mit dem achten Platz der Hauptrunde das sportliche Minimalziel erreicht wurde, verlängerte die Vereinsführung den Kontrakt mit Head-Coach Paul Gardner um ein weiteres Jahr. Nach der Entlassung von Sportchef Bob Leslie kümmerte sich Boris Capla wieder um den sportlichen Bereich.
Am 29. September 2009 gaben die Hamburg Freezers die sofortige Beurlaubung von Geschäftsführer Boris Capla bekannt. Capla wurde für die sportliche Misere der Hamburger von sechs Niederlagen in Serie verantwortlich gemacht. Die Führung des Clubs übernahmen vorübergehend Detlev Kornett und Moritz Hillebrand (beide Anschutz Entertainment Group). Zum 1. Dezember 2009 übernahm Michael Pfad die Arbeit des Geschäftsführers bei den Hamburg Freezers. Die Saison 2009/10 verlief für die Freezers enttäuschend und wurde auf dem vorletzten Tabellenplatz abgeschlossen. Erstmals in ihrer Geschichte verpassten sie den Einzug in die Play-offs. Nach Saisonende mussten zahlreiche Spieler und auch Trainer Paul Gardner und Co-Trainer Daniel Naud die Freezers verlassen.

### 2010 bis 2016: Sportlicher Wiederaufstieg und Abmeldung vom Spielbetrieb
Zur Saison 2010/11 wurde Stéphane Richer als Trainer und neuer sportlicher Leiter vorgestellt, den Posten als Coach gab er während der laufenden Spielzeit an Benoit Laporte ab. Im Dezember 2010 verpflichteten die Hamburger den langjährigen NHL-Profi Christoph Schubert von den Atlanta Thrashers, der zu diesem Zeitpunkt auf Leihbasis beim schwedischen Club Frölunda Indians spielte. Sportlich beendete der Klub die DEL-Saison auf dem 11. Platz und verpasste am letzten Spieltag durch eine 1:4-Niederlage beim späteren Deutschen Meister Eisbären Berlin den Einzug in die Pre-Playoffs. Daraufhin entschied man sich seitens der Verantwortlichen zu einem erneuten personellen Umbruch innerhalb der Mannschaft, woraufhin der Kapitän Alexander Barta nach sechsjähriger Vereinszugehörigkeit die Freezers verlassen musste und man insgesamt 13 Positionen neu besetzte, u. a. mit John Curry als neuen Torhüter und dem NHL-erfahrenen Serge Aubin.
Die Saison 2011/12 war bei den Hamburgern von einem sportlichen Wiederaufstieg gekennzeichnet, zwischenzeitlich führte man die Liga sogar als Spitzenreiter an. Im Rahmen des NHL Season Opening in Europa war am 4. Oktober der NHL-Club LA Kings für ein Testspiel zu Gast bei den Freezers, welches die US-Amerikaner mit 5:4 für sich entschieden. Die DEL-Saison beendeten die Kühlschränke auf dem 5. Platz und qualifizierten sich damit direkt für das Viertelfinale der Play-offs. Dort trat man gegen die Adler Mannheim an und verlor die Serie mit 4:1. Insgesamt jedoch wurde die abgelaufene Saison sowohl sportlich als auch wirtschaftlich als Erfolg gewertet, der Zuschauerschnitt lag mit 9221 Besuchern in der Hauptrunde deutlich über dem der Vorjahre.
Zur Saison 2012/13 gab es weniger personelle Veränderungen als zuvor, auf der Torhüterposition verpflichtete man aufgrund des Weggangs Currys den damaligen deutschen Nationaltorwart Dimitrij Kotschnew, der bis dato in der KHL aktiv war. Durch den als Lockout bezeichneten Spielerstreik in der NHL wechselten zahlreiche renommierte Profis in die DEL und andere europäische Ligen, die Freezers konnten sich dabei auf einen Vertrag mit dem Dallas Stars-Stürmer Jamie Benn einigen. Auch innerhalb der Vereinsführung gab es eine tiefgreifende Veränderung, Geschäftsführer Michael Pfad wurde entlassen und durch Uwe Frommhold ersetzt. Die Saison bestätigte insgesamt den, im Vorjahr begonnenen, sportlichen Konsolidierungsprozess der Freezers, da man die Hauptrunde erneut auf Platz 5 abschließen konnte. Im Play-off-Viertelfinale musste man sich abermals geschlagen geben, diesmal unterlag man dem Bruderclub Eisbären Berlin in der Serie mit 2:4.
Die darauffolgende Spielzeit 2013/14 sollte die bis dahin erfolgreichste Saison der Hamburg Freezers werden. Nach einer sportlichen Talfahrt am Beginn der Saison, als man zwischenzeitlich am Tabellenende stand, stellte der Klub mit 19 Heimsiegen in Folge einen Ligarekord ein. Insbesondere das Torhüterduo um Kotschnew und dem unter der Saison neuverpflichteten Sébastien Caron sowie die überragende Angriffsreihe mit Jerome Flaake, Garrett Festerling und David Wolf waren maßgeblich für die Erfolge mitverantwortlich. Man beendete die Saison als Hauptrundenerster und traf im Viertelfinale der Play-offs auf die Iserlohn Roosters. Die Hamburger gewannen die Serie mit 4:2 und qualifizierten sich damit erstmals seit 2005 wieder für ein Play-off-Halbfinale. Nach sechs Spielen verlor man die Halbfinal-Serie mit 2:4 gegen den späteren Deutschen Meister ERC Ingolstadt, für mediales Aufsehen sorgte dabei die Auseinandersetzung zwischen Hamburgs David Wolf und ERC-Profi Benedikt Schopper in Spiel 4. Nach der Saison erhielt Sportdirektor Stephane Richer die Auszeichnung als „DEL Manager des Jahres“, während David Wolf in die NHL zu den Calgary Flames wechselte.
Zu Beginn der Saison 2014/15 erlebte man ähnlich wie im Vorjahr einen sportlichen Fehlstart. Nachdem die Hamburger am 4. Spieltag immer noch mit 0 Punkten am Tabellenende standen und auch in der Champions Hockey League keinen Sieg einfahren konnten, wurde der dienstälteste Freezers-Coach Benoit Laporte entlassen und durch seinen bisherigen Assistenz-Trainer Serge Aubin ersetzt. Unter Aubin konnte sich die Mannschaft sportlich stabilisieren und beendete die Hauptrunde trotz mehrerer Langzeitverletzten im Kader auf Platz 4. Insbesondere die vor der Spielzeit getätigte Verpflichtung von Stürmer Kevin Clark sollte sich als wertvoll erweisen, der Kanadier stellte mit 32 Toren einen neuen Vereinsrekord auf und wurde anschließend sowohl zum Stürmer als auch zum Spieler des Jahres in der DEL gewählt. Im Viertelfinale der Play-offs traf man auf die Düsseldorfer EG und schied dabei durch eine 1:2-Niederlage im entscheidenden Spiel 7 der Best-of-Seven-Serie aus.

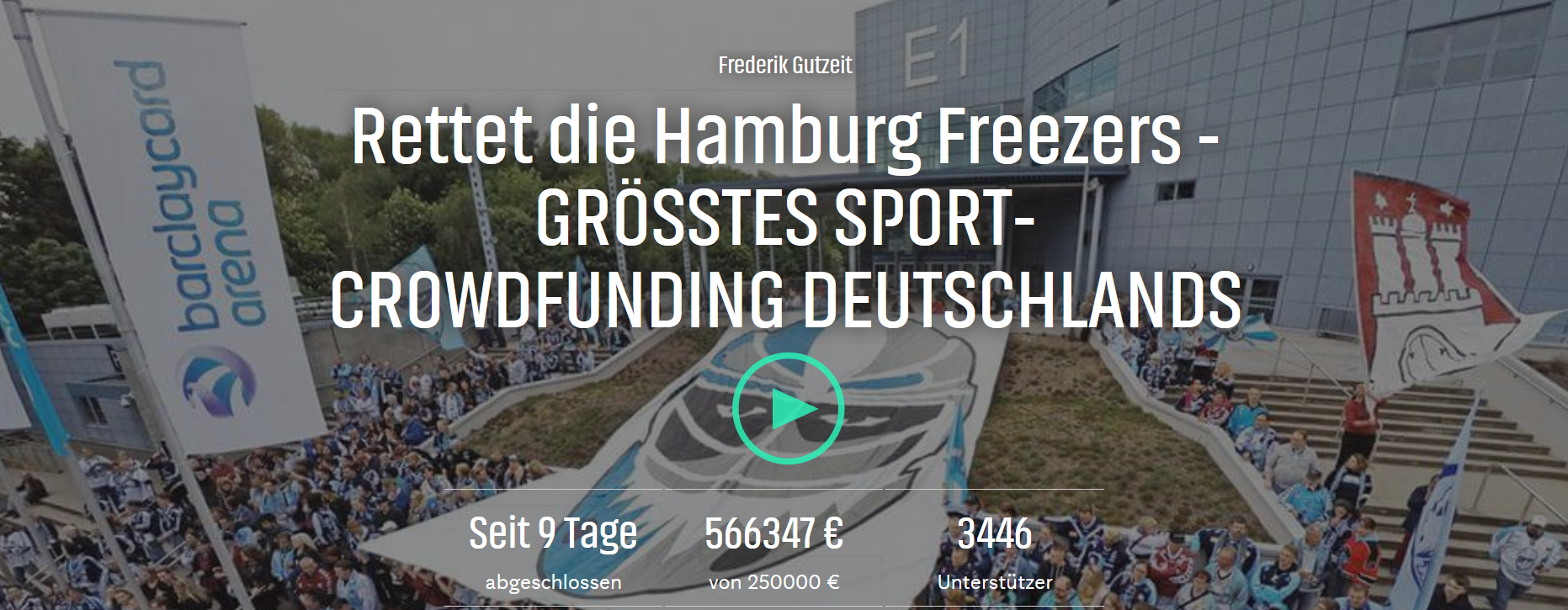
Übersicht der gesammelten Spendengelder der Crowdfunding-Kampagne

Die Saison 2015/16 verlief für die Freezers enttäuschend. Sie verpassten mit 72 Punkten die Teilnahme an den Pre-Playoffs und wurden Elfter. Am 18. Mai 2016 gab die Anschutz Entertainment Group bekannt, dass sie keine Lizenz für die Saison 2016/17 beantragen wird, wenn bis zum 24. Mai kein Käufer für die Betriebsgesellschaft gefunden wird. Sie hatte bis 2011 einen Käufer gesucht. In diesem Zeitraum gab es Gerüchte, dass Red Bull bei den Hamburg Freezers einsteigen möchte. Die AEG entschied sich 2013 aber mit zwei Standorten weiterzumachen, da sich die Freezers in Hamburg etabliert hatten. Nachdem bis zum 24. Mai kein Käufer gefunden wurde, verzichtete die Anschutz Entertainment Group auf die Beantragung einer Lizenz. Zuvor versuchten Mannschaft, vor allem Kapitän Christoph Schubert, Fans wie Frederik Gutzeit (Initiator der Crowdfunding-Kampagne) sowie Unterstützer wie Hockey-Olympiasieger Moritz Fürste ebenfalls einen Käufer zu finden und sammelten 1,2 Millionen Euro, darunter über 560.000 Euro per Crowdfunding. Dieser Betrag
reiche nach einer Pressemitteilung der AEG Europa nicht aus, um die vorhandene erhebliche Budgetunterdeckung auszugleichen, wofür die AEG nicht mehr bereit war.

## Spieler

### Vereinsinterne Rekorde
| Rekordspieler | Rekordspieler      | Rekordspieler |
| Platz         | Spieler            | Spiele        |
| ------------- | ------------------ | ------------- |
| 1.            | Paul Manning       | 356           |
| 2.            | Martin Walter      | 321           |
| 3.            | Thomas Oppenheimer | 317           |
| 4.            | Jerome Flaake      | 314           |
| 5.            | Garrett Festerling | 306           |

| Top-Scorer | Top-Scorer       | Top-Scorer    |
| Platz      | Spieler          | Punkte (T/A)  |
| ---------- | ---------------- | ------------- |
| 1.         | François Fortier | 278 (133/145) |
| 2.         | Jerome Flaake    | 220 (97/123)  |
| 3.         | Alexander Barta  | 208 (77/131)  |

| Top-Torschützen | Top-Torschützen    | Top-Torschützen |
| Platz           | Spieler            | Tore            |
| --------------- | ------------------ | --------------- |
| 1.              | François Fortier   | 133             |
| 2.              | Jerome Flaake      | 97              |
| 3.              | Thomas Oppenheimer | 96              |

| Top-Vorlagengeber | Top-Vorlagengeber  | Top-Vorlagengeber |
| Platz             | Spieler            | Vorlagen          |
| ----------------- | ------------------ | ----------------- |
| 1.                | François Fortier   | 145               |
| 2.                | Alexander Barta    | 131               |
| 3.                | Garrett Festerling | 128               |

| Strafminuten | Strafminuten    | Strafminuten |
| Platz        | Spieler         | Minuten      |
| ------------ | --------------- | ------------ |
| 1.           | David Wolf      | 572          |
| 2.           | Benoît Gratton  | 498          |
| 3.           | Paul Manning    | 447          |
| 4.           | Darren Van Impe | 371          |

(alle Statistiken befinden sich auf dem Stand zum Ende der Saison 2015/16.)

### Bedeutende ehemalige Spieler
(Sortierung: alphabetisch; Teamzugehörigkeit und Position in Klammern)
| - Alexander Barta (2005–2011, Stürmer) Deutscher Meister 2005 mit den Eisbären Berlin, langjähriger Kapitän der Freezers, ehemaliger deutscher Nationalspieler. - Jesse Bélanger (2002–2003, Stürmer) Stanley-Cup-Sieger 1993, über 200 NHL-Spiele. Spielte später unter anderem noch für die Frankfurt Lions. - Roman Čechmánek (2005–2006, Tor) über 200 NHL-Spiele, dreifacher Eishockey-Weltmeister mit Tschechien. - Boris Rousson (2002–2007, Tor) Insgesamt 8 Spielzeiten für die Freezers, Deutscher Meister 2000 mit den München Barons. Seit 2009 Torwarttrainer im Lizenzspieler- und Jugendbereich der Hamburg Freezers. - Cory Cross (2006–2007, Verteidigung) Eishockey-Weltmeister 1997 & 2003 mit Kanada, über 700 Spiele in der NHL. - Rob Leask (2006–2009, Verteidigung) Über 650 DEL-Spiele, Deutscher Meister 2005 & 2006 mit den Eisbären Berlin. - Andy Delmore (2007–2009, Verteidigung) Kam in seiner bisherigen Karriere auf insgesamt über 300 NHL-Spiele. - Jim Dowd (2004–2005, Stürmer) Während des NHL-Lockouts bei den Freezers, Stanley-Cup-Sieger 1995, über 650 NHL-Spiele. - Ted Drury (2002–2003, Stürmer) Über 400 NHL-Spiele (unter anderem für die New York Islanders und die Ottawa Senators), älterer Bruder von NHL-Star Chris Drury. - François Fortier (2005–2010, Stürmer) 287 Spiele und 278 Scorer-Punkte, somit Top-Scorer der Freezers | - Jean-Sébastien Giguère (2004–2005, Tor) Während des NHL-Lockouts 2004/05 bei den Freezers, über 450 NHL-Spiele, Stanley-Cup-Sieger 2007. - Wayne Hynes (2003–2005, Stürmer) Deutscher Meister 2000 (München Barons), Deutscher Meister 2001 (Adler Mannheim). - Bobby House (2002–2005, Stürmer) Insgesamt 171 Spiele und 107 Scorer-Punkte (inkl. Play-offs). - Craig Johnson (2005–2006, Stürmer) Kam in seiner Karriere auf insgesamt über 550 NHL-Spiele. Spielte später unter anderem noch für die DEG Metro Stars. - Jere Karalahti (2008–2010, Verteidigung) 5-facher WM-Teilnehmer mit Finnland, über 160 Spiele in der NHL. - Christian Künast (2002–2004, Tor) Deutscher Meister 1997 mit den Adler Mannheim, Deutscher Meister 2000 mit den München Barons. - Dan Lambert (2003–2004, Verteidigung) Deutscher Meister 2003 mit den Krefeld Pinguinen, über 550 DEL-Spiele. - Jacek Płachta (2002–2007, Stürmer) 229 Spiele und 126 Scorer-Punkte (inkl. Play-offs), 670 DEL-Spiele und 367 Scorer-Punkte. - Shane Peacock (2003–2006, Verteidigung) Deutscher Meister und Play-off-MVP mit den München Barons in der Saison 1999/2000. - Jürgen Rumrich (2004–2005, Stürmer) 592 DEL-Einsätze und 308 Scorer-Punkte, 166 A-Länderspiele für Deutschland. | - Andy Schneider (2002–2004, Stürmer) Deutscher Meister 2000 (München Barons), 606 DEL-Spiele und 452 Scorer-Punkte. - Heiko Smazal (2002–2007, Verteidigung) Insgesamt 8 Spielzeiten für die Freezers, Deutscher Meister 2000 mit den München Barons. - Brad Smyth (2006–2009, Stürmer) Bester Neu-Import der DEL-Saison 2006/07, 154 Spiele und 142 Scorer-Punkte, DEL All-Star-MVP 2007. - Mike Stevens (2002–2003, Stürmer) Bruder von NHL-Star Scott Stevens, Deutscher Meister 1999 und 2001, 1401 Strafminuten in der DEL. - Dave Tomlinson (2003–2005, Stürmer) vierfacher Deutscher Meister mit Adler Mannheim, 486 DEL-Spiele und 384 Scorer-Punkte - John Tripp (2007–2010, Stürmer) Ehemaliger Deutscher Nationalspieler, ehemaliger NHL-Spieler, unter anderem für die New York Rangers und die Los Angeles Kings. - Darren Van Impe (2003–2006, Verteidigung) Kam in seiner Karriere auf insgesamt über 400 NHL-Spiele. Spielte später unter anderem noch für die DEG Metro Stars. - Clarke Wilm (2008–2010, Stürmer) Kam in seiner bisherigen Karriere auf insgesamt 460 NHL-Spiele unter anderem für die Calgary Flames und Toronto Maple Leafs. - David Wolf (2011–2014; 2015–2016, Stürmer) 143 DEL-Einsätze für Hamburg, Nationalspieler für Deutschland, 2010 Deutscher Meister mit den Hannover Scorpions. Sorgte mit seinen Zweikämpfen für bundesweites Aufsehen. |

### Teilnahmen von Spielern am All-Star-Game
Einige Spieler der Hamburg Freezers wurden für das DEL All-Star-Game nominiert, ein Freundschaftsspiel, welches von 1998 bis 2009 jährlich stattfand und in dem die herausragendsten Spieler der Deutschen Eishockey Liga gegeneinander antraten.
| Teilnahmen am All-Star-Game während der Teamzugehörigkeit | Teilnahmen am All-Star-Game während der Teamzugehörigkeit | Teilnahmen am All-Star-Game während der Teamzugehörigkeit | Teilnahmen am All-Star-Game während der Teamzugehörigkeit |
| Name                                                      | Position                                                  | Teilnahme(n)                                              | Team                                                      |
| --------------------------------------------------------- | --------------------------------------------------------- | --------------------------------------------------------- | --------------------------------------------------------- |
| Alexander Barta                                           | Stürmer                                                   | 2006 2007, 2008                                           | Deutschland Europa                                        |
| Christoph Brandner                                        | Stürmer                                                   | 2007                                                      | Europa                                                    |
| Andy Delmore                                              | Verteidiger                                               | 2009                                                      | Nordamerika                                               |
| François Fortier                                          | Stürmer                                                   | 2008, 2009                                                | Nordamerika                                               |
| Craig Johnson                                             | Stürmer                                                   | 2005                                                      | DEL All-Stars                                             |
| Patrick Köppchen                                          | Verteidiger                                               | 2004                                                      | Deutschland                                               |
| Jean-Marc Pelletier                                       | Torhüter                                                  | 2009                                                      | Nordamerika                                               |
| Brad Purdie                                               | Stürmer                                                   | 2004, 2005                                                | DEL All-Stars                                             |
| Boris Rousson                                             | Torhüter                                                  | 2005                                                      | DEL All-Stars                                             |
| Peter Sarno                                               | Stürmer                                                   | 2008                                                      | Nordamerika                                               |
| Mike Smazal                                               | Verteidiger                                               | 2004                                                      | Deutschland                                               |
| Brad Smyth                                                | Stürmer                                                   | 2007                                                      | Nordamerika                                               |
| Darren van Impe                                           | Verteidiger                                               | 2005                                                      | DEL All-Stars                                             |
| Martin Walter                                             | Verteidiger                                               | 2004, 2005                                                | Deutschland                                               |

## Trainer
| Saison    | Trainer         |
| --------- | --------------- |
| 2014–2016 | Serge Aubin     |
| 2010–2014 | Benoît Laporte  |
| 2010      | Stéphane Richer |
| 2008–2010 | Paul Gardner    |
| 2008      | Bob Leslie      |
| 2006–2008 | Bill Stewart    |
| 2005–2006 | Mike Schmidt    |
| 2003–2005 | Dave King       |
| 2002–2003 | Sean Simpson    |

Der erste Trainer der Hamburg Freezers nach dem Umzug aus München war der Kanadier Sean Simpson, der bereits seit 1999 bei den München Barons beschäftigt war. Simpson erreichte mit den Freezers in der Saison 2002/03 nach einem achten Platz nach der Hauptrunde auf Anhieb das Play-off-Viertelfinale. Im Sommer 2003 wurde er, nachdem er in die Schweiz zum EV Zug zurückkehrte, durch seinen Landsmann Dave King ersetzt, mit dem das Team in der Spielzeit 2003/04 das Play-off-Halbfinale erreichte. Am 2. März 2005 wurde King entlassen. Sein Nachfolger war der bisherige Co-Trainer Mike Schmidt, der bis zum 25. November 2006 im Amt war. Schmidt, aktueller Co-Trainer der DEG Metro Stars, war zunächst nur Interimstrainer, wurde aber später mit einem Vertrag als Trainer ausgestattet.
Auf ihn folgte der Italo-Kanadier Bill Stewart, der sich mit dem Team in den Jahren 2006, 2007 und 2008 jeweils für die erste Runde der Play-offs qualifizierte, dort allerdings jedes Mal verlor. Sein Vertrag wurde trotz andauernder Kritik der Fans und der nicht erfüllten Ziele der Mannschaft nach der Saison 2007/08 verlängert. Nach schlechten Teamleistungen und einer unbefriedigenden Tabellensituation in der folgenden Spielzeit wurde Stewart im Dezember 2008 von seinem Dienst als Cheftrainer beurlaubt. Nachdem anschließend Bob Leslie für fünf Tage das Training leitete, verpflichtete die Vereinsführung am 18. Dezember 2008 Paul Gardner, dessen Vertrag im Sommer 2009 bis zum Ende der Saison 2009/10 verlängert wurde. In der Saison 2010/2011 war Stéphane Richer Trainer, bis er von Benoît Laporte abgelöst wurde.
Nach einem misslungenen Saisonstart 2014 und einer Champions-Hockey-League-Teilnahme ohne Sieg wurde auf einer Pressekonferenz am 25. September 2014 die Beurlaubung von Benoît Laporte bekannt gegeben. Sein bisheriger Co-Trainer Serge Aubin übernahm seinen Platz als Trainer.

## Nachwuchs

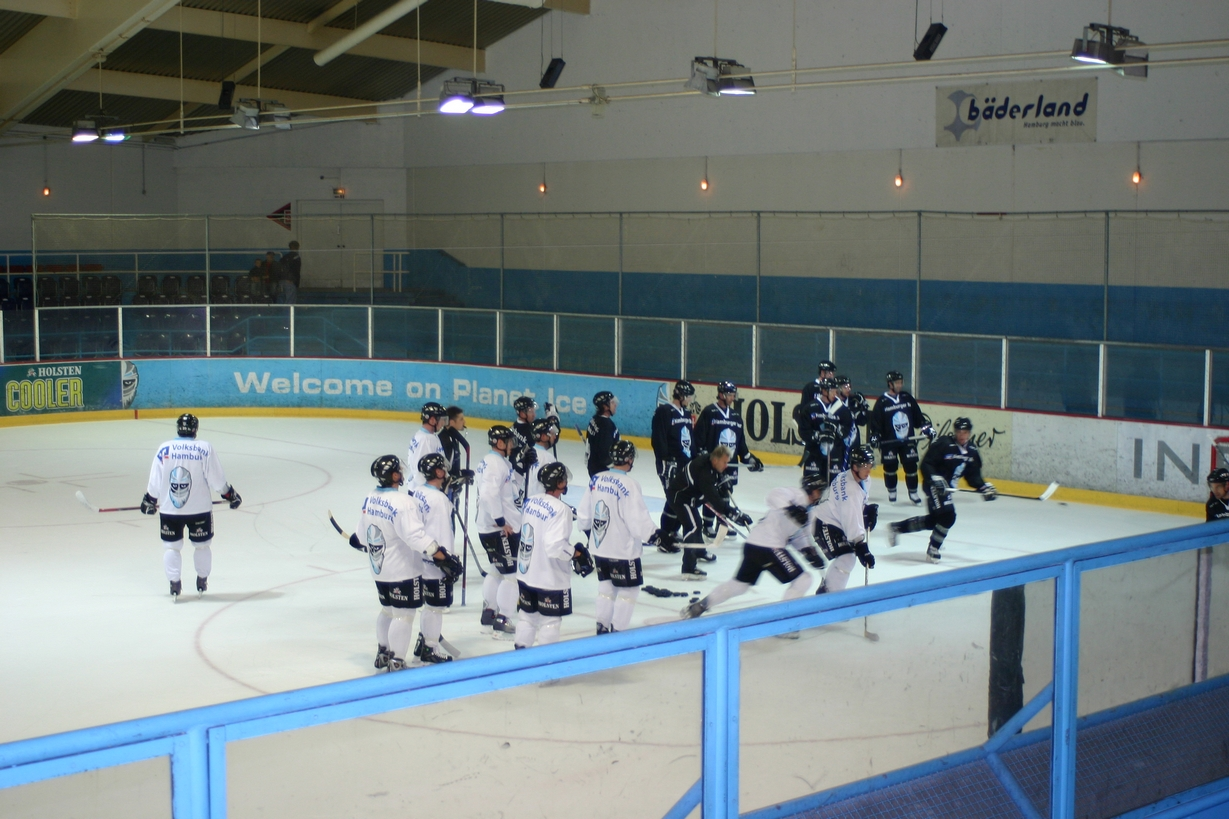
Beim Training 2006/07

Der Hamburg Freezers e. V. verfügte mit den Freezers Juniors über eine Jugendauswahlmannschaft, die sich aus diversen norddeutschen Vereinen rekrutierte. Er investierte jährlich einen mittleren fünfstelligen Betrag in die Jugendarbeit und beschäftigte ab 2008 hauptamtliche Nachwuchstrainer. Von 2008 bis 2011 war Morgan Svensson als Nachwuchstrainer angestellt, dem im Sommer 2011 Boris Rousson folgte.
2011 wurde der HEC Nachwuchs 2011 e. V. gegründet, der mit dem HSV, den Crocodiles Hamburg und dem Molot Eishockey Club kooperierte und zur Saison 2012/13 als HSV Young Freezers die Schüler-Bundesligamannschaft des HSV übernahm. Der HEC Nachwuchs 2011 e. V. betrieb außerdem die Freezers Laufschule. Die HSV Young Freezers spielten von 2014 bis 2016 in der Deutschen Nachwuchsliga.

## Spielstätte
Seine Heimspiele trug das Team in der Barclaycard Arena (zuvor Color Line Arena und O2 World Hamburg) in Hamburg aus. Die Arena galt bei ihrer Eröffnung im November 2002 als modernste Multifunktionsarena Europas. Mit durchschnittlich rund 11.000 Zuschauern pro Spiel gehörten die Hamburg Freezers anfangs zu den bestbesuchten Eishockey-Mannschaften in Europa. Bereits in ihrer Premieren-Saison 2002/03 erreichten die Freezers mit im Schnitt über 10.000 Besuchern pro Heimspiel in der Europawertung auf Anhieb Platz drei hinter dem SC Bern (12.359 Besucher) und den Kölner Haien (11.921 Besucher). Diesen dritten Platz in der europaweiten Zuschauergunst verteidigten die Freezers auch in den folgenden Spielzeiten, rutschten allerdings in der Saison 2005/06 in der Rangliste auf Platz fünf ab (hinter Bern, Köln, Göteborg, Mannheim), da zum Beispiel in Mannheim der Zuschauerschnitt durch den Bau der SAP-Arena anstieg.
In der Saison 2007/08 brach der Zuschauerzuspruch auch aufgrund sportlich wenig attraktiver Auftritte der Freezers etwas ein: Bei insgesamt 28 Vorrundenspielen kamen im Schnitt nur knapp 8.800 Besucher – mit 9.500 Zuschauern hat die Vereinsführung vor der Saison kalkuliert. Das Pokalspiel gegen die Grizzly Adams Wolfsburg wurde sogar von nur 2.500 Zuschauern besucht. Zur Spielzeit 2008/09 kalkulierte das Management der Hamburg Freezers mit einem Schnitt von 9.500 Zuschauern. Jedoch lag der tatsächliche Zuschauerschnitt bei knapp unter 8.000 Zuschauern. Während der Saison 2009/10, die auf dem vorletzten Tabellenplatz abgeschlossen wurde, kamen nur noch durchschnittlich 6.993 Zuschauer in die Arena.
Als Trainingsstätte nutzten die Freezers seit dem 4. November 2008 die Volksbank Arena, die sich in unmittelbarer Nähe zur Barclaycard Arena befindet. Neben der 2.600 Quadratmeter großen Eishalle befindet sich dort zudem der neue Trainingskomplex des Klubs. Insgesamt finden 300 Zuschauer Platz in der Volksbank Arena. Die Halle wurde nicht nur für die Trainingseinheiten genutzt, sondern auch für verschiedene Vorbereitungsspiele. Der Bau der Arena, in der auch die Handballer des HSV Hamburg trainieren, kostete rund 15 Millionen Euro und wurde zum größten Teil von der Alexander Otto Sportstiftung finanziert.
| Zuschauerstatistik seit 2002 | Zuschauerstatistik seit 2002 | Zuschauerstatistik seit 2002 | Zuschauerstatistik seit 2002 |
| Saison                       | Heimspiele                   | Zuschauer                    | Zuschauer pro Spiel          |
| ---------------------------- | ---------------------------- | ---------------------------- | ---------------------------- |
| 2015/16                      | 26                           | 234.596                      | ⌀ 9.022                      |
| 2014/15                      | 26                           | 231.576                      | ⌀ 8.906                      |
| 2013/14                      | 26                           | 221.160                      | ⌀ 8.506                      |
| 2012/13                      | 26                           | 199.957                      | ⌀ 7.690                      |
| 2011/12                      | 28                           | 258.188                      | ⌀ 9.221                      |
| 2010/11                      | 28                           | 197.036                      | ⌀ 7.037                      |
| 2009/10                      | 28                           | 195.809                      | ⌀ 6.993                      |
| 2008/09                      | 26                           | 206.675                      | ⌀ 7.949                      |
| 2007/08                      | 28                           | 247.357                      | ⌀ 8.834                      |
| 2006/07                      | 26                           | 267.618                      | ⌀ 10.293                     |
| 2005/06                      | 26                           | 281.450                      | ⌀ 10.825                     |
| 2004/05                      | 26                           | 308.958                      | ⌀ 11.883                     |
| 2003/04                      | 26                           | 313.430                      | ⌀ 12.055                     |
| 2002/03                      | 26                           | 278.537                      | ⌀ 10.713                     |

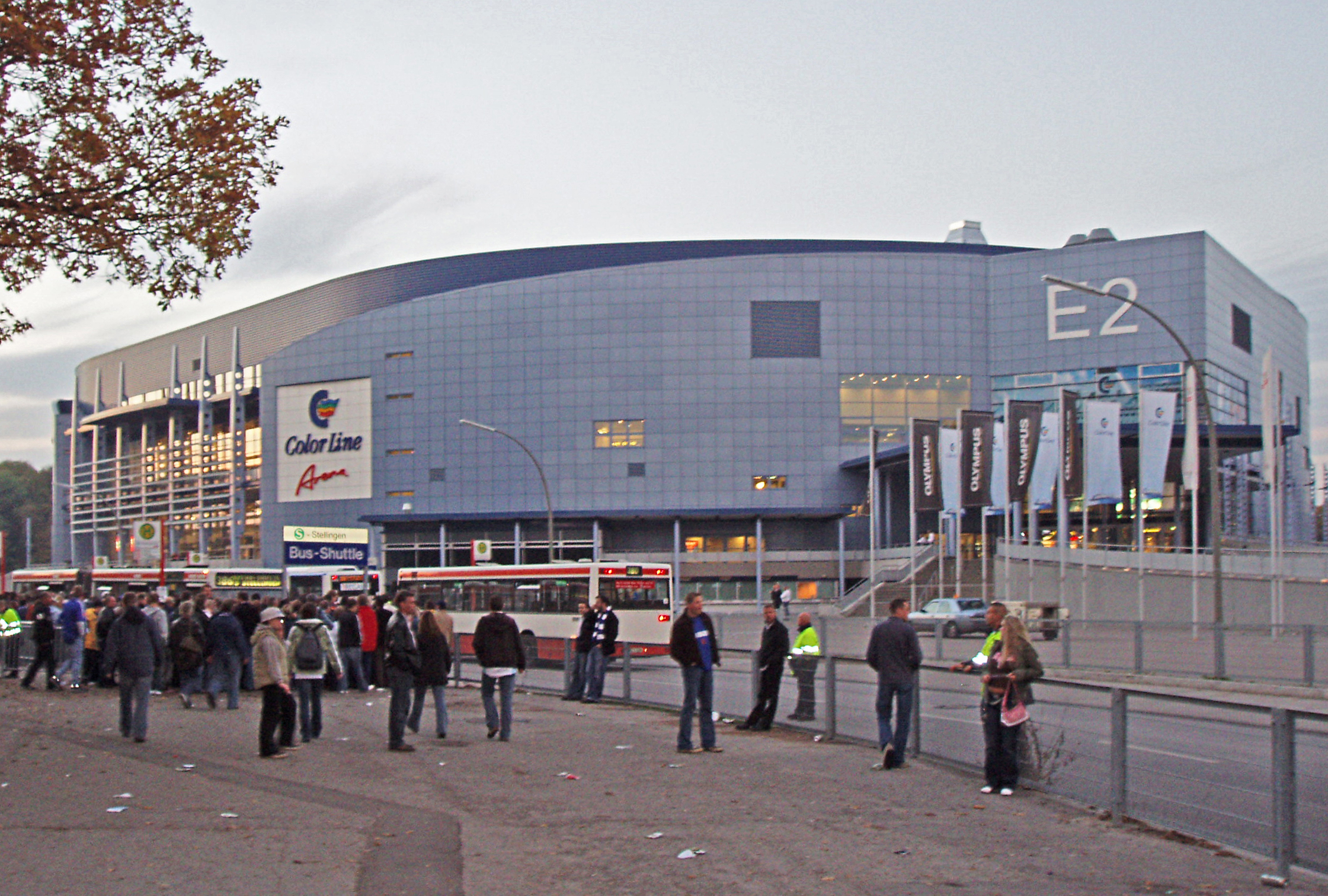
Die Barclaycard Arena (damals noch Color Line Arena genannt)

(Angegeben ist die Gesamtauslastung der jeweiligen Saisonhauptrunde)

## Vereinsstruktur
Der Hamburg Freezers e. V. wurde 2005 gegründet und war als Mitgliederverein mit assoziierten Fangruppen organisiert. Im Januar 2016 hatte er 120 Mitglieder. Organe waren die Mitgliederversammlung und der Vorstand. Die Freezers waren Mitglied im Hamburger Eishockey- und Rollsportverband (HERV) und im Hamburger Sportbund (HSB). Der Verein nahm diverse gesellschaftliche Aufgaben wahr und kümmerte sich um die Jugendarbeit. Für den professionellen Spielbetrieb war eine GmbH zuständig, die auch weitestgehend alle organisatorischen Aufgaben durchführte. Dieses Unternehmen gehörte zur Anschutz Entertainment Group. Im Juni 2016 wurde der Hamburg Freezers e. V. aufgelöst.
Vertreter des Vereinsvorstands und der Spielbetriebsgesellschaft bildeten gemeinsam das fünfköpfige Präsidium der Hamburg Freezers. Dem gehörten unter anderem als Präsident der Vorstandsvorsitzende des Vereins Andreas Mattner sowie der Geschäftsführer der Spielbetriebsgesellschaft Uwe Frommhold als Vizepräsident an.

## Soziales Engagement

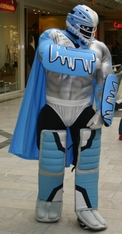
Das Maskottchen, „Der Freezer“

Die Hamburg Freezers engagierten sich in der Förderung des Jugendsports, so wurde unter anderem das Projekt „Freeze Style – Wir machen Schule“ gegründet. Hierbei besuchten Spieler der Freezers Schulen der Stadt Hamburg, um so das Interesse der Jugendlichen an der Ausübung einer Sportart zu bestärken. Im Besonderen kümmerte sich der Verein dabei um Kinder und Jugendliche aus den sozial schwächeren Stadtteilen. Des Weiteren sammelten die Freezers Spenden und leiteten diese an Schulen weiter, um somit die Instandhaltung der Sportgeräte und -hallen zu fördern. Außerdem unterstützte der Verein die vom Freezers-Spieler John Tripp gegründete „Tripp Charity“. Dabei wurden vor Heimspielen der Hamburger verschiedene Gegenstände wie zum Beispiel Trikots, Eintrittskarten oder von den Profis benutzte Eishockeyschläger versteigert. Der Erlös wurde anschließend der Fördergemeinschaft Kinderkrebs-Zentrum Hamburg e. V. gespendet. Zum Ende der Saison 2008/09 sammelte John Tripp auf diese Weise über 40.000 Euro.

## Maskottchen
Die Maskottchen in der Saison 2010/11 waren die zwei Yetis Body und Check. Sie waren meistens auf der Tribüne, da sie bei ihrer Vorstellung auf dem Eis gegeneinander gelaufen sind und einer von beiden den Kopf verlor. Das alte Maskottchen, der Freezer, wurde abgeschafft, da er kein Glück mehr brachte.
Nachdem in der Saison 2011/12 im Spiel der LA Kings Bailey, das Maskottchen der Kings, Body und Check endgültig den Rang abgelaufen hatte, wurden Body und Check eingemottet. Zum Eröffnungsspiel der Saison 2012/13 brachte Bailey dann seinen „Cousin“ Stanley als neues Maskottchen nach Hamburg.